# 威風堂々な彼女
『威風堂々な彼女』（いふうどうどうなかのじょ、原題：위풍당당 그녀）は、2003年3月12日から5月8日までMBCで放送された韓国ドラマ。全17話。
貧しく学歴もない女性ウニが、数々の困難を乗り越え、恋に仕事にたくましく生きる姿を描くテレビドラマ。個性派女優ペ・ドゥナが、表情豊かに貧しくも明るい主人公を演じた。共演に、シン・ソンウ、キム・ユミ、カン・ドンウォン。カン・ドンウォンのテレビドラマデビュー作でもある。
日本では地方局（UHF）のみ放映され、名古屋テレビでは再編集した全20話で放送された。

## あらすじ
雪の降る夜、カプシクは臨月の女性が倒れているのを発見し、家へ連れ帰る。同じく臨月だったカプシクの妻ギルリョとその女性は、その夜同時に女の子を出産する。女性は出産後間もなく世を去り、その娘ウニとカプシクたちの娘クミは、双子の姉妹として育てられる。時は過ぎ、成長した2人のもとに、大企業テソン食品の会長が現れ、育てられた女性の子は駆け落ちした息子の子であり、引き取らせてほしいと申し出る。母ギルリョは、自らの娘クミをその子だと言って手放す。残ったウニは真実を知らないまま、貧しいながらもたくましく成長する。結婚直前に婚約者に逃げられシングルマザーとなったウニは、ギルリョと双子の弟とともにソウルへ上京。クミと再会したウニは、クミが自分の初恋の相手ジフンと付き合っていることにショックを受ける。ある日ウニは、ひょんなことから嫌味な男性イヌが社長を務める今にも倒産しそうな会社カイン食品に就職することになり…。

## 登場人物
ウニ
演 - ペ・ドゥナ。幼少期：イ・セヨン
カイン食品の経理担当になる。
クミ
演 - キム・ユミ。幼少期：パク・ウンビン
ウニの姉。テソン食品のマーケティング部代理になる。
ミン・ジフン
演 - カン・ドンウォン
医師。
ソ・イヌ
演 - シン・ソンウ
カイン食品の社長。
キム・ギルリョ
演 - キム・ヘスク
ウニとクミの母。
キム会長
演 - キム・ソンギョム
テソン・グループの会長。
キム・ウンス
演 - イ・ウイジョン
キム会長の孫娘。
工場長
演 - チョン・ジョンジュン
カイン食品の副社長兼工場長。

## スタッフ
- 脚本：ペ・ユミ
- 演出：キム・ジンマン